# Gaseta Comarcal

Gaseta Comarcal va ser un periòdic d'informació general i local editat a Igualada entre els anys 1927 i 1931, en dues èpoques.

## Gaseta Comarcal(16 d'agost de 1927 – 5 de desembre de 1929)
Portava el subtítol «Diari independent». En van sortir 657 números.
L'editava Lluís Gomis i Cornet i tenia la redacció i l'administració a la rambla de Sant Ferran, núm. 12, i a partir del núm. 619, al carrer de Sant Agustí, núm. 72. S'imprimia a l'Editorial Manresa, al carrer del Pedregar, núm. 23, d'aquella ciutat. Tenia quatre pàgines, a cinc columnes, amb un format de 50 x 36 cm. Sortia cada dia excepte els diumenges.
Va ser el primer diari que es va publicar a Igualada i «era fruit del zel a favor de la premsa catòlica del sacerdot manresà doctor Lluís Gomis Cornet, el qual havia muntat una impremta al carrer Pedregar de Manresa, on s'imprimien, entre altres publicacions, dos diaris: Pàtria, per a la capital del Pla del Bages, i Gaseta Comarcal per a la nostra ciutat». De les quatre pàgines que tenien aquests dos diaris, dues eren comunes, amb les informacions de caràcter general i les altres dues eren redactades per periodistes de cada població donant les notícies més interessants de cada lloc.
Deien en el primer número que el seu propòsit era «dotar a nostra volguda ciutat i a tots els pobles de la encontrada d'un mitjà de comunicació que imposa l'avenç dels pobles; registrar els fets tots i àdhuc els batecs més íntims de la vida ciutadana i comarcal; esperonar les iniciatives que tendeixin al millorament urbà en ordre a la higiene, ornat, cultura i benestar social... en una paraula: recollir, ordenar i fer convergir en ordre el major engrandiment i perfeccionament col·lectiu, tots els anhels, iniciatives i activitats dels ciutadans i comarcans per damunt de les diferències que'ls separen».
Van publicar números extraordinaris per la Festa Major i, al núm. 82 (19 novembre 1927) un suplement per commemorar el tercer centenari del temple de Santa Maria.
El director era Ramon Muntané i Cirici i hi havia articles de Josep M. Valls, Pasqual Ribas, Josep Rius Borràs, Joan Montaner, Emili Pasqual d'Amigó i Gabriel Castellà i Raich.

## Gaseta Comarcal(1 de març de 1930 – 7 de febrer de 1931)
Era la segona època del butlletí anterior i se'n van publicar 121 números. Va començar a sortir amb el mateix subtítol que en la primera etapa, «Diari independent», però després el van canviar: a partir del núm. 73 va ser «Diari de la nit» i a partir del núm. 104, «Diari d'Igualada».
El continuava editant Lluís Gomis i Cornet i tenia la redacció i l'administració al carrer de Sant Agustí, núm. 72, i a partir del núm. 72, a la rambla de Canalejas, núm. 21 (avui Rambla Nova). S'imprimia a l'Editorial Manresa, al carrer del Pedregar, núm. 23, d'aquella ciutat. Tenia quatre pàgines, a cinc columnes, amb un format de 50 x 36 cm. Sortia cada dia excepte els diumenges.
Després de tres mesos sense sortir, va tornar amb aquesta nota: «Desaparegudes les traves que impedien la publicació de premsa local, des d'avui, Gaseta Comarcal veurà la llum pública amb normalitat tots els dies». Va continuar amb la mateixa estructura de l'etapa anterior: dues pàgines amb informació local i dues més amb informació general classificada en tres seccions: Barcelona, Madrid i estranger.
El núm. 135 (23 agost 1930) va ser extraordinari amb motiu de la Festa Major i tenia 24 pàgines il·lustrades i amb articles sobre història i costums igualadins.
El director va ser Ramon Muntané i Cirici i, des del mes de gener de 1931, Antoni Jorba i Soler. Ell mateix explica: «jo me'n vaig encarregar en la seva última etapa de vida, el gener de l'any 1931. El Dia desaparegué uns dies després de proclamar-se la República; la Gaseta, molt poc temps abans». Alguns dels col·laboradors van ser: Manuel Pugés, Joan Montaner, Gabriel Castellà i Raich, Lluís Riba Martí, Antoni Muset i Ferrer, Josep Roca, Antoni Borràs i Quadres, Ramon Solsona i Cardona i Amadeu Amenós i Roca.

## Localització
- Biblioteca Central d'Igualada. Plaça de Cal Font. Igualada